# Baudignan
Baudignan ist eine französische Gemeinde mit 53 Einwohnern (Stand 1. Januar 2022) im Département Landes in der Region Nouvelle-Aquitaine (vor 2016: Aquitanien). Sie gehört zum Arrondissement Mont-de-Marsan und zum Kanton Haute Lande Armagnac.
Der Name in der gascognischen Sprache lautet Baudinhan. Sein Ursprung ist der Name einer germanischen Person namens Baldinus. Zusammen mit dem romanischen Suffix -ianum bedeutet Baldinanium „Wohnsitz des Baldinus“.
Die Einwohner werden Baudignanais und Baudignanaises genannt.

## Geographie
Baudignan liegt ca. 50 Kilometer nordöstlich von Mont-de-Marsan im Landstrich Gabardan in der historischen Provinz Gascogne am nordöstlichen Rand des Départements.
Umgeben wird Baudignan von den Nachbargemeinden:
|        | Arx                                         |                    |
| Lubbon | Kompassrose, die auf Nachbargemeinden zeigt | Rimbez-et-Baudiets |
|        | Rimbez-et-Baudiets                          |                    |

Baudignan liegt im Einzugsgebiet des Flusses Garonne.
Der Ruisseau de Crabignan, auch Ruisseau de l’École genannt, und der Rioutort sind Nebenflüsse der Gueyze und entspringen auf dem Gebiet der Gemeinde.

## Geschichte
Der Gabardan, in dem Baudignan liegt, war vom 12. Jahrhundert bis zum Jahre 1453, dem Ende des Hundertjährigen Krieges Schauplatz zahlreicher Schlachten zwischen Truppen Englands und Frankreichs, denn der Landstrich bildete die Grenze zwischen den verfeindeten Lagern. Jean de Ferbaux, Grundherr von Baudignan, legte 1506 seinen Treueschwur gegenüber dem König von Navarra ab, der zu der Zeit gleichzeitig Vicomte von Gabardan war. Die Folge war, dass die Region von den Hugenottenkriegen erschüttert wurde. Baudignan war zu keiner Zeit ein bevölkerungsreiches Dorf. 1648 zählte es gerade vier Häuser. Das 17. und das 18. Jahrhundert bildeten eine Periode des Friedens und des Wohlstands in der Region. Trotz der geringen Größe war die Pfarrgemeinde einst einflussreich. Im 17. Jahrhundert besaß sie drei Filialgemeinden, und 1729 besuchten zweihundert Gläubige die Kirche.

### Einwohnerentwicklung
Nach Beginn der Aufzeichnungen stieg die Einwohnerzahl bis zur ersten Hälfte des 19. Jahrhunderts auf einen Höchststand von rund 340. In der Folgezeit sank die Größe der Gemeinde bei kurzen Erholungsphasen bis zur Jahrtausendwende auf 36 Einwohner, bevor eine moderate Wachstumsphase einsetzte, die heute noch andauert.
| Jahr      | 1962 | 1968 | 1975 | 1982 | 1990 | 1999 | 2006 | 2010 | 2022 |
| --------- | ---- | ---- | ---- | ---- | ---- | ---- | ---- | ---- | ---- |
| Einwohner | 87   | 74   | 49   | 49   | 40   | 36   | 43   | 42   | 53   |

## Sehenswürdigkeiten

### Pfarrkirche und Pfarrhaus
Die Johannes dem Täufer geweihte Kirche wurde zu Beginn des 13. Jahrhunderts erstmals erwähnt, ihre Errichtung fand vermutlich bereits im Laufe des 12. Jahrhunderts statt. Sie befindet sich inmitten einer Lichtung auf einer leichten Anhöhe, um einen gewissen Schutz bei Auseinandersetzungen zwischen englischen und französischen Truppen zu erlangen. Aus dieser romanischen Stilepoche stammt auch die heutige flache Apsis mit einem regelmäßigen mittleren Mauerwerksverband. Sie wird an den Mauerecken von dicken Strebepfeilern gestützt und an der Südseite von der Sakristei flankiert. Zwei breite Fenster der Apsis leuchten den Chor aus, während eine romanische Fensteröffnung in der Längsachse heute zugemauert ist. Das ursprünglich sehr kurze, nur mit einem Kirchenschiff versehene Langhaus wurde zusammen mit dem Glockengiebel und dem Eingangsportal vermutlich im 13. Jahrhundert neu errichtet. Zwei Seitenschiffe mit einer Länge von zwei Jochen wurden im späten 15. und frühen 16. Jahrhundert angefügt. Bis zum 19. Jahrhundert erfuhr die Kirche nur geringfügige Änderungen. 1842 wurde sie als baufällig angesehen, und es fanden in der Folge Restaurierungsarbeiten statt, Abtragung von Erde, die die Wände umsäumte, teilweise Ausbesserung der Bedachung, des Glockengiebels und der Vorhalle, Verfestigung der Wände und Vergrößerung der Fenster. Trotzdem stürzte zunächst das Kreuzrippengewölbe des südlichen Seitenschiffs ein und ließ den Baukörper in der ersten Hälfte des 20. Jahrhunderts zerfallen. Seine beiden Arkaden wurden anschließend zugemauert, und die Mauerreste verwahrlosten. Die Kirche wurde 1999 erneut restauriert.
Das übrig gebliebene Seitenschiff ist mit einer Holzdecke ausgestattet, besaß aber ursprünglich wie auch das andere Seitenschiff ein Kreuzrippengewölbe. Der Glockengiebel hat eine dreieckige Form mit zwei Aussparungen für die Glocken und kleinen Vordächern an jeder Seite. Das gotische Eingangsportal besitzt eine Spitzbogenform und besitzt drei Archivolten und mit Blattwerk verzierte Kapitelle.
Im 13. Jahrhundert ist das Langhaus nach Westen mit einem zweistöckigen Gebäude aus Werksteinen verlängert worden, das im Laufe der Zeit als Pfarrhaus genutzt wurde. Im Laufe des 19. Jahrhunderts wurde es neu gebaut. Teil dieses Anbaus ist die zweigeschossige Vorhalle. Eine Tourelle mit einer innenliegenden Wendeltreppe, die zum oberen Stockwerk und bis zu den Glocken führte, ist heute zerfallen. Sie gewährte in früheren Zeiten bei Angriffen einen sicheren Aufstieg.
Die Kirche birgt Ausstattungsgegenstände aus dem 13. bis 20. Jahrhundert, die als nationale Kulturgüter registriert sind, darunter sechs Kapitelle aus dem 13. Jahrhundert. Seit dem 29. April 1996 sind die Kirche mit ihrer Wandmalerei im Innenraum, das Pfarrhaus und die Vorhalle als Monument historique klassifiziert.

## Wirtschaft und Infrastruktur
Land- und Forstwirtschaft sind die wichtigsten Wirtschaftsfaktoren der Gemeinde.

### Verkehr
Baudignan ist erreichbar über die Routes départementales 59 und 377.